# Pristimantis paululus
Pristimantis paululus är en groddjursart som först beskrevs av Lynch 1974.  Pristimantis paululus ingår i släktet Pristimantis och familjen Strabomantidae. IUCN kategoriserar arten globalt som livskraftig. Inga underarter finns listade i Catalogue of Life.